# Clais
Pour les articles homonymes, voir Claisse.
Clais est une commune française située dans le département de la Seine-Maritime en région Normandie.

## Géographie
|                   | Smermesnil | Callengeville |
| Bailleul-Neuville | Clais      |               |
| Baillolet         | Lucy       | Fesques       |

Clais est située à une trentaine de kilomètres au sud-est de Dieppe.

### Hydrographie
La commune est située dans le bassin Seine-Normandie. Elle est drainée par l'Eaulne et un bras de l'Eaulne,,.
L'Eaulne, d'une longueur de 45 km, prend sa source dans la commune de Mortemer et se jette  dans l'Arquesen limite des communes d'Arques-la-Bataille et de Martin-Église, après avoir traversé 19 communes. 

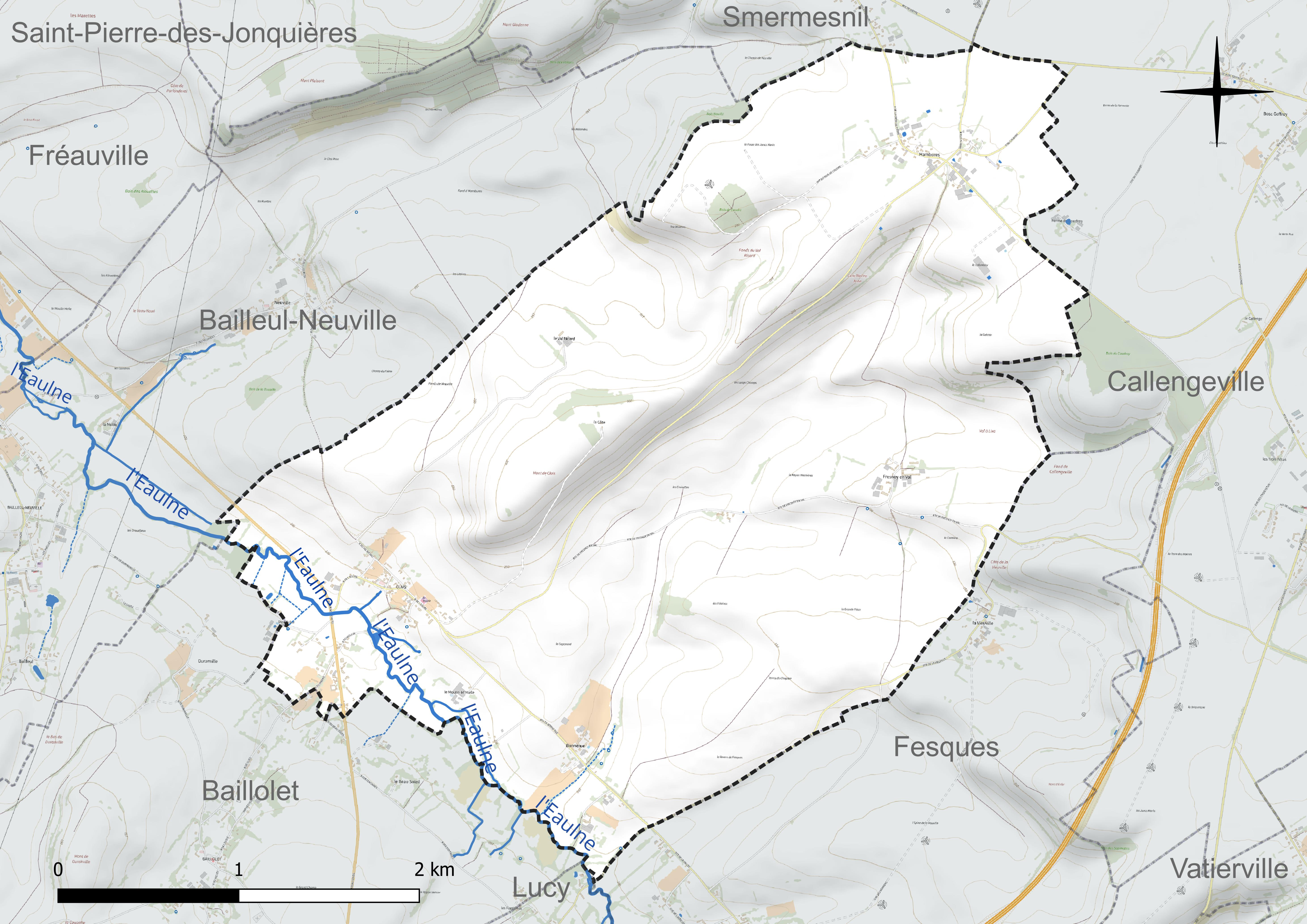
Réseau hydrographique de Clais.

### Climat
Pour des articles plus généraux, voir Climat de la Normandie et Climat de la Seine-Maritime.
En 2010, le climat de la commune est de type climat océanique altéré, selon une étude du CNRS s'appuyant sur une série de données couvrant la période 1971-2000. En 2020, Météo-France publie une typologie des climats de la France métropolitaine dans laquelle la commune est exposée à un climat océanique et est dans la région climatique Côtes de la Manche orientale, caractérisée par un faible ensoleillement (1 550 h/an) ; forte humidité de l’air (plus de 20 h/jour avec humidité relative > 80 % en hiver), vents forts fréquents. Parallèlement le GIEC normand, un groupe régional d’experts sur le climat, différencie quant à lui, dans une étude de 2020, trois grands types de climats pour la région Normandie, nuancés à une échelle plus fine par les facteurs géographiques locaux. La commune est, selon ce zonage, exposée à un « climat contrasté des collines », correspondant au Pays de Bray, bien arrosé et frais.
Pour la période 1971-2000, la température annuelle moyenne est de 10,3 °C, avec une amplitude thermique annuelle de 14,2 °C. Le cumul annuel moyen de précipitations est de 910 mm, avec 13,6 jours de précipitations en janvier et 8,6 jours en juillet. Pour la période 1991-2020, la température moyenne annuelle observée sur la station météorologique la plus proche, située sur la commune de Bouelles à 11 km à vol d'oiseau, est de 10,7 °C et le cumul annuel moyen de précipitations est de 838,4 mm,. Pour l'avenir, les paramètres climatiques de la commune estimés pour 2050 selon différents scénarios d’émission de gaz à effet de serre sont consultables sur un site dédié publié par Météo-France en novembre 2022.

## Urbanisme

### Typologie
Au 1er janvier 2024, Clais est catégorisée commune rurale à habitat dispersé, selon la nouvelle grille communale de densité à sept niveaux définie par l'Insee en 2022.
Elle est située hors unité urbaine et hors attraction des villes,.

### Occupation des sols
L'occupation des sols de la commune, telle qu'elle ressort de la base de données européenne d’occupation biophysique des sols Corine Land Cover (CLC), est marquée par l'importance des territoires agricoles (97,2 % en 2018), en diminution par rapport à 1990 (99,8 %). La répartition détaillée en 2018 est la suivante : 
terres arables (67,6 %), prairies (21,6 %), zones agricoles hétérogènes (8 %), mines, décharges et chantiers (2,6 %), zones urbanisées (0,2 %). L'évolution de l’occupation des sols de la commune et de ses infrastructures peut être observée sur les différentes représentations cartographiques du territoire : la carte de Cassini (XVIIIe siècle), la carte d'état-major (1820-1866) et les cartes ou photos aériennes de l'IGN pour la période actuelle (1950 à aujourd'hui).

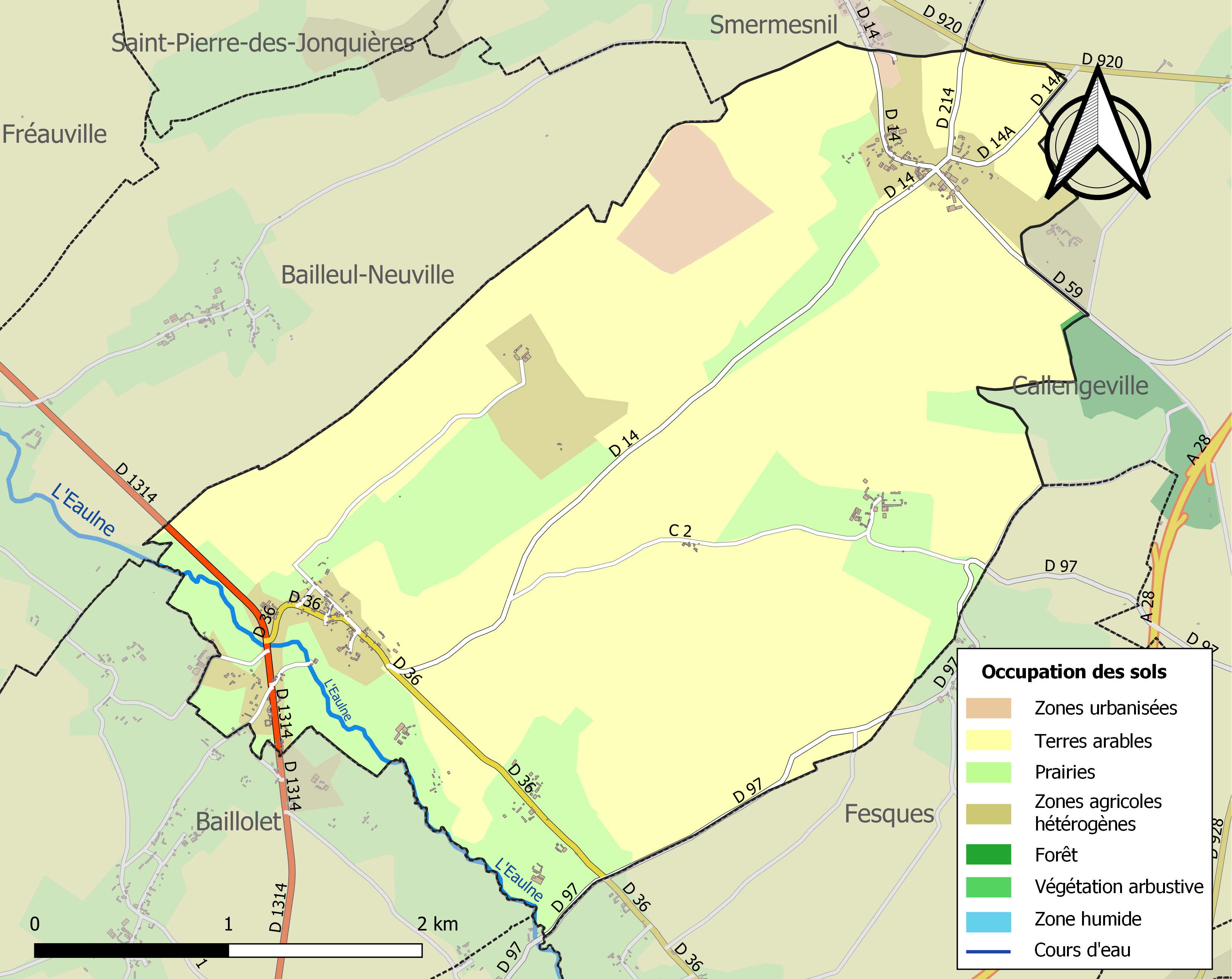
Carte des infrastructures et de l'occupation des sols de la commune en 2018 (CLC).

## Toponymie
Le nom de la localité est attesté sous les formes Cleidas vers 1034, Cleis en 1155.
Ce toponyme provient du gaulois cleta qui signifie : la « palissade de bois tressé ».

## Histoire
Le village a été desservi par la ligne de chemin de fer secondaire Amiens - Aumale - Envermeu de 1906 à 1947.

## Politique et administration
| Période                                  | Période                    | Identité         | Étiquette | Qualité |
| ---------------------------------------- | -------------------------- | ---------------- | --------- | ------- |
| Les données manquantes sont à compléter. |                            |                  |           |         |
| 1908                                     |                            | Honoré Delahaye  |           |         |
|                                          |                            | Edmond Lesueur   |           |         |
| avant 1995                               | 2008                       | Germain Therin   |           |         |
| mars 2008                                | juillet 2020               | Luc Benoist      |           |         |
| juillet 2020                             | En cours (au 10 août 2020) | Vincent Leborgne |           |         |

## Démographie
L'évolution du nombre d'habitants est connue à travers les recensements de la population effectués dans la commune depuis 1793. Pour les communes de moins de 10 000 habitants, une enquête de recensement portant sur toute la population est réalisée tous les cinq ans, les populations de référence des années intermédiaires étant quant à elles estimées par interpolation ou extrapolation. Pour la commune, le premier recensement exhaustif entrant dans le cadre du nouveau dispositif a été réalisé en 2004.

En 2022, la commune comptait 263 habitants, en évolution de +1,94 % par rapport à 2016 (Seine-Maritime : +0,35 %, France hors Mayotte : +2,11 %).
| 1793 | 1800 | 1806 | 1821 | 1831 | 1836 | 1841 | 1846 | 1851 |
| ---- | ---- | ---- | ---- | ---- | ---- | ---- | ---- | ---- |
| 355  | 334  | 368  | 379  | 396  | 404  | 394  | 391  | 380  |

| 1856 | 1861 | 1866 | 1872 | 1876 | 1881 | 1886 | 1891 | 1896 |
| ---- | ---- | ---- | ---- | ---- | ---- | ---- | ---- | ---- |
| 365  | 361  | 356  | 340  | 351  | 342  | 350  | 350  | 350  |

| 1901 | 1906 | 1911 | 1921 | 1926 | 1931 | 1936 | 1946 | 1954 |
| ---- | ---- | ---- | ---- | ---- | ---- | ---- | ---- | ---- |
| 355  | 346  | 343  | 307  | 317  | 325  | 331  | 336  | 339  |

| 1962 | 1968 | 1975 | 1982 | 1990 | 1999 | 2004 | 2006 | 2009 |
| ---- | ---- | ---- | ---- | ---- | ---- | ---- | ---- | ---- |
| 304  | 289  | 259  | 244  | 209  | 202  | 202  | 201  | 220  |

| 2014 | 2019 | 2022 | - | - | - | - | - | - |
| ---- | ---- | ---- | - | - | - | - | - | - |
| 257  | 260  | 263  | - | - | - | - | - | - |

## Culture locale et patrimoine

### Lieux et monuments
Église Notre-Dame.

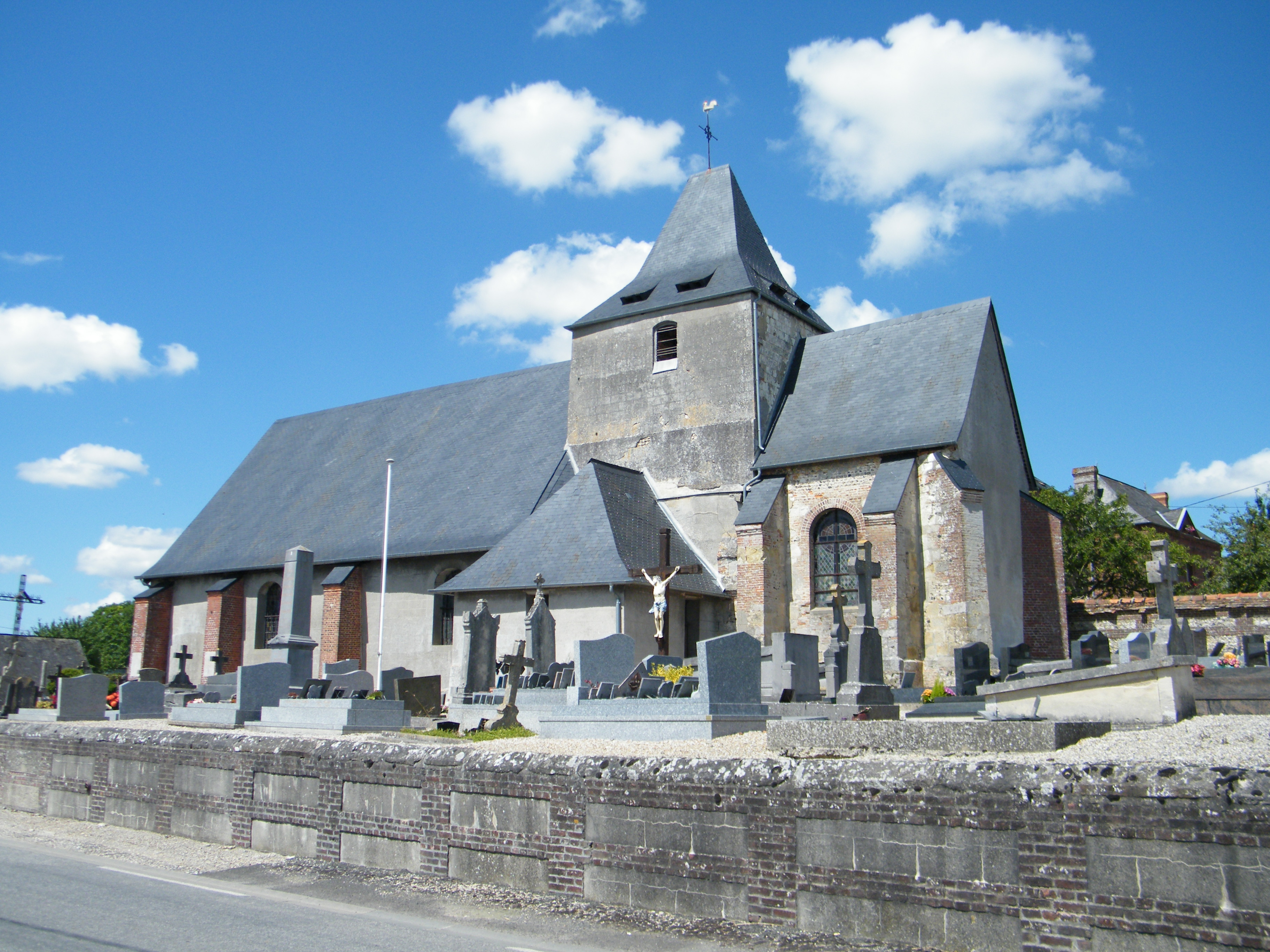
Notre-Dame.
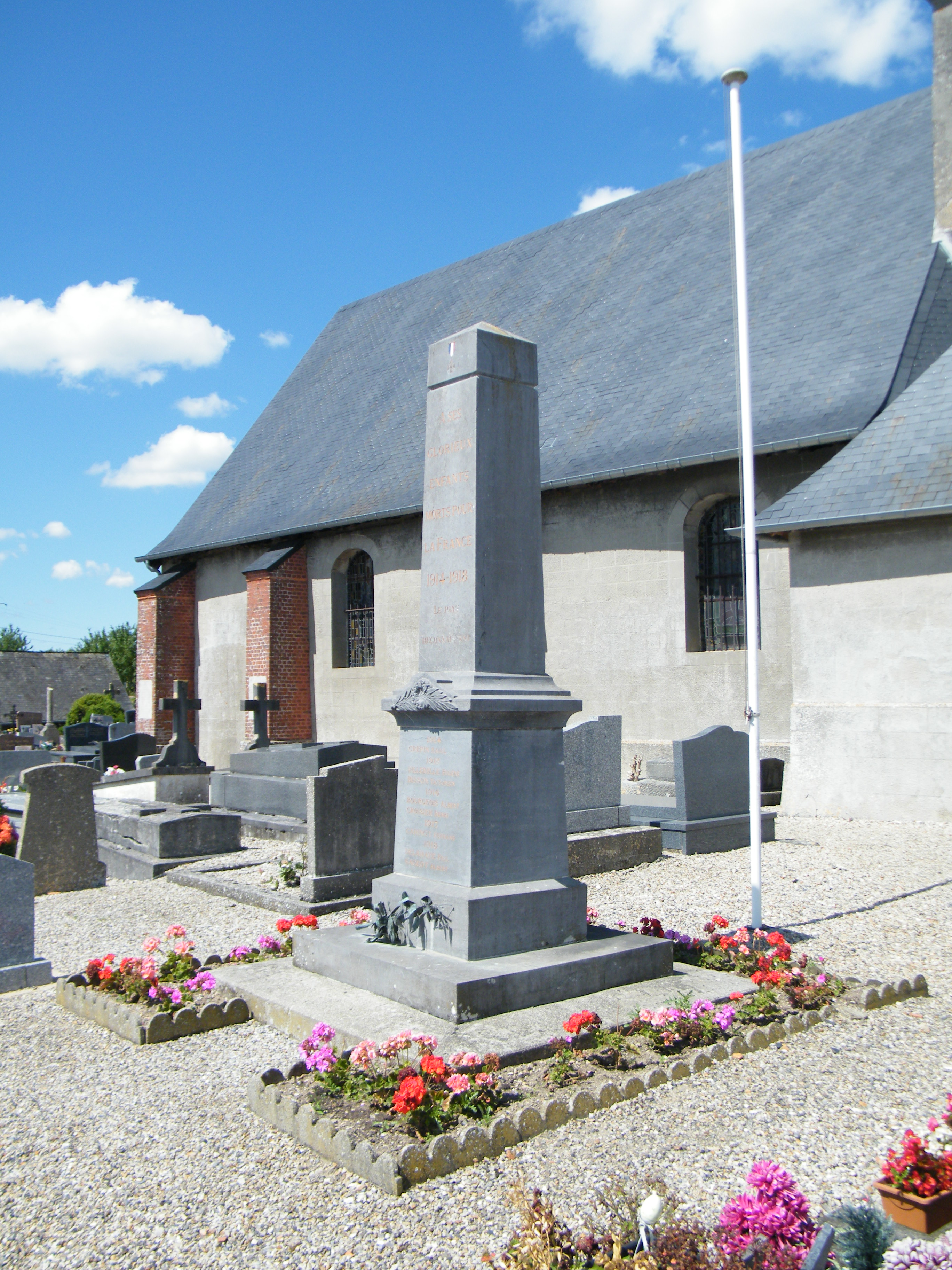
Monument aux morts.